# Vlašim (Adelsgeschlecht)
Das Adelsgeschlecht Vlašim (alttschechisch z Wlašimi, tschechisch z Vlašimi, auch von Wlašimi, deutsch Wlaschim) stammt aus dem Königreich Böhmen. Seine Mitglieder waren Ritter und Adlige, deren Geschichte bis zum Ende des 13. Jahrhunderts zurückreicht. Stammsitz der Herren von Vlašim war die Burg Vlašim im gleichnamigen Ort Vlašim. Im Laufe der Zeit teilte sich das Adelsgeschlecht in mehrere Zweige auf.

## Wappen
Das Familienwappen zeigt einen schwarzen Adler auf einem Schild und Mitte des 14. Jahrhunderts zwei rote Geierköpfe auf einem silbernen Schild. 1615 wurden die beiden zum Wappen von Jankovský z Vlašimi zusammengefasst.

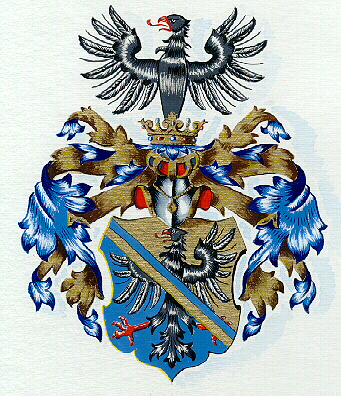
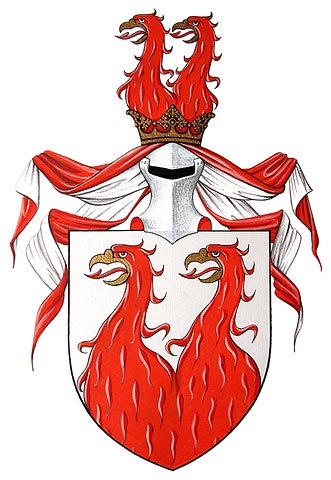
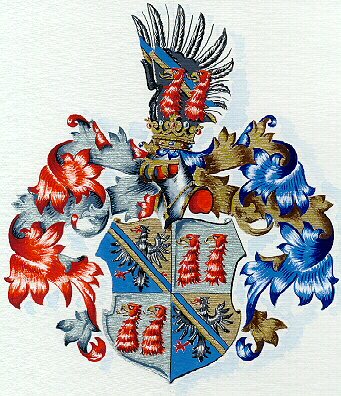

## Bekannte Familienmitglieder
- Johann Očko von Wlašim (1292–1380), Bischof von Olmütz, Erzbischof von Prag und Berater Kaiser Karls IV. sowie Kardinal

## Veröffentlichte Literatur
- Bartosz Paprocki: Zrcadlo slavného Markrabí Moravského. 1593 (Digitalisat)
- Sixtus Bolom: Tajemství Jankovských z Vlašimi a na Bítově. 2008
- Dějiny města Vlašimě a jeho statku - František August Slavík. 1889 (Digitalisat)